# Svartpannad guan
Svartpannad guan (Pipile jacutinga) är en utrotninghotad hönsfågel i familjen trädhöns. Den förekommer i två små områden i Sydamerika, dels i östra Brasilien, dels i sydöstra Paraguya och nordöstra Argentina.

## Utseende och läten
Svartpannad guan är en medelstor (64–74 cm), svartvit medlem av familjen. Den är mestadels svart med en stor, vit fläck på vingtäckarna och svarta spetsar på mindre och mellersta täckarna. På huvudet syns vitt på hjässa och baksidan av huvudet, medan pannan är svart. Den har vidare en bred, blåaktig ring runt ögat och stora, röda hudflikar med blå bas på strupen. Näbben är ljusblå med svart spets, medan benen är rödaktiga. Lätet beskrivs som nasala, mjuka visslingar och under spelet hörs ett hårt och mekaniskt vingbuller.

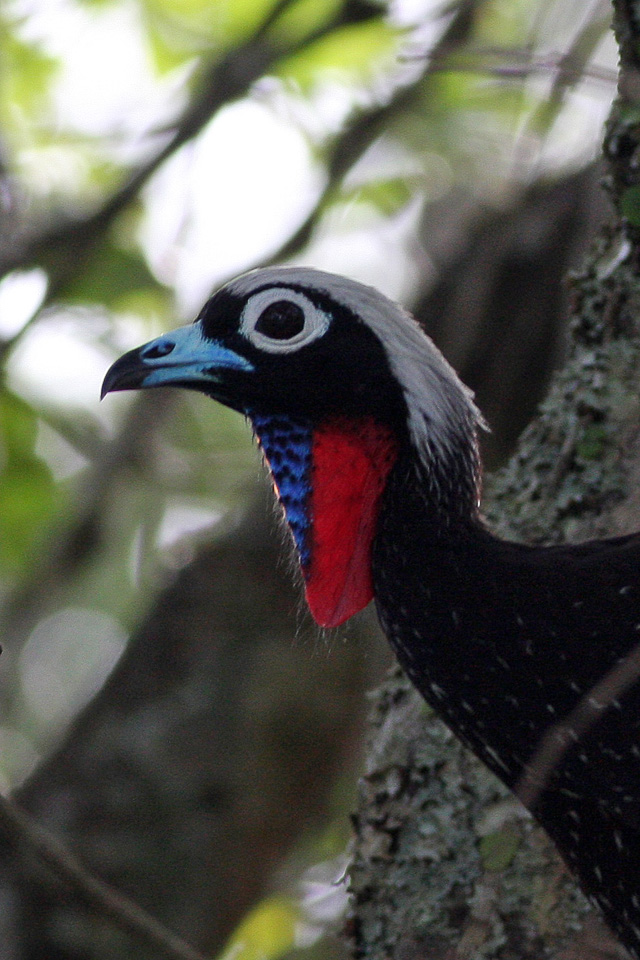
Svartpannad guan fotograferad i nationalparken Iguasu i Misiones, nordöstra Argentina.

## Utbredning
Fågeln förekommer från Bahia i östra Brasilien till sydöstra Paraguay och nordöstra Argentina. Den behandlas som monotypisk, det vill säga att den inte delas in i några underarter. 

## Status
Svartpannad guan var en gång en mycket vanlig fågel, men har minskat kraftigt till följd av habitatförlust och jakt, och har försvunnit från många områden. Idag är den mycket sällsynt utanför några få skyddade reservat. Världspopulationen uppskattas till mellan 1500 och 7000 vuxna individer. Internationella naturvårdsunionen IUCN kategoriserar den som starkt hotad (EN).

## Namn
Fågelns vetenskapliga namn kommer från tupíspråkets Jacú tinga, "vit hönsfågel", som användes för en guan.